# Maroubra, New South Wales
Maroubra este o suburbie în Sydney, Australia.